# Aditya Birla Group
Aditya Birla Group er et indisk multinationalt konglomerat med hovedkvarter i Mumbai. Virksomheden blev etableret af Seth Shiv Narayan Birla i 1857. De driver forretning indenfor tekstilfibre, metal, cement, kemi, kunstgødning, isulering, finansiel service og telekommunikation.